# Wani
Wani es una ciudad y  municipio situada en el distrito de Yavatmal en el estado de Maharashtra (India). Su población es de 58840 habitantes (2011). Se encuentra a  105 km de Yavatmal y a 132 km de Nagpur.

## Demografía
Según el censo de 2011 la población de Wani era de 58840 habitantes, de los cuales 29973 eran hombres y 28667 eran mujeres. Wani tiene una tasa media de alfabetización del 91,44%, superior a la media estatal del 82,34%: la alfabetización masculina es del 95,09%, y la alfabetización femenina del 87,67%.